# NO ONE LIVES ノー・ワン・リヴズ
『NO ONE LIVES ノー・ワン・リヴズ』(原題: No One Lives)は北村龍平監督によってアメリカ合衆国で製作されたバイオレンス・スリラー映画である。映画は2012年9月8日に第37回トロント国際映画祭でプレミア上映し、日本では2013年4月27日に公開。本作は映倫規定において、R18+(18歳未満は観覧禁止)に指定されている。
キャッチコピーは「狂った愛が、全てを殺す。」。

## あらすじ
ある町を訪れたカップルが強盗団の襲撃を受け、女性の方が殺害される。
だが、カップルの乗っていたトランクから、ある事件で行方不明になっていた女性エマが見つかった。
しかもカップルの男の方が連続殺人犯であることが判明し、今度は強盗団が彼に追い詰められていくのであった。

## キャスト
括弧内は日本語吹替
- ドライバー - ルーク・エヴァンズ（津田健次郎）
- エマ - アデレイド・クレメンス（冠野智美）
- フリン - デレク・マジャール（英語版）
- タマラ - アメリカ・オリーヴォ
- アンバー - リンジー・ショウ
- ホーグ - リー・ターゲセン（松田賢二）
- デニー - ボー・ナップ
- ベティ - ローラ・ラムジー (森千晃)
- イーサン - ブローダス・クレイ
- ハリス - ゲイリー・グラッブス